# 명사절
명사절(名詞節, noun clause, content clause)은 주절에 의해 암시되는 내용을 제공하는 종속절이다. 이 용어는 덴마크의 언어학자 오토 예스페르센이 창안하였다. 예를 들어 "그 사람이 공부를 열심히 하였음이 분명하다"라는 문장이 있다면 그 문장에서 "그 사람이 공부를 열심히 하였음"이 명사절에 해당된다.

## 영어

### 의문사 명사절
의문사 명사절(interrogative content clause)은 간접의문문(indirect question)이라고도 하며, 평서절(declarative content clause)과 같은 방식으로 사용될 수 있다. 예를 들어, 의문사 명사절은 인식(cognition), 보고(reporting), 감지(perception)의 동사들의 직접목적어(direct object)이기도 하지만, 여기서 의문사 명사절은 어떤 사실의 한 요소를 알거나 모른다는 것을 강조한다.
- I know what you did.
- I can't guess how he managed it.
- I wonder whether I looked that bad.
- She asked where the files were.

간접의문문 절은 직접의문문(direct question)과도 연관되어 있다. 직접의문문은 실제 상황에서 던지는 의문문이다. 위의 예시에 해당하는 직접의문문은 What did you do? How did he manage it? Did I look that bad? Where are the files?이다. 영어에서, 그리고 다른 몇몇 언어들에서, 각각의 다른 통사론(syntax)이 직•간접의문문에 사용되는지를 주목할 필요가 있다. 직접의문문은 주어-동사 도치(subject-verb inversion) 방식을 사용하지만, 간접의문문은 도치가 없다. 또한 간접의문문(reported question)은 시제(tense)나 간접화법(indirect speech)으로 적용하는 기타 변화들에 종속된다.
간접의문문은 형용사(adjective)나 명사보어(noun complement)로 쓸 수 있다. 여기서 영어로 간접의문문은 전치사(preposition) 특히 "of"를 통해 유도된다.
- … the question (of) who was responsible …
- … his curiosity over how it happened …
- … sure of what he had seen …

간접의문문이 동사의 주어, 혹은 간접의문문을 서술보어(predicative)와 연결시키는 동사(즉 목적어 + 목적격보어를 취하는 5형식 동사)의 직접목적어로 사용될 때, 평서절처럼 주절(main clause) 끝으로 보내지고 허사(expletive) "it"이 원래 간접의문문이 있던 자리에 위치한다.
- It is not known where they came from.
- I find it encouraging how many young women are pursuing careers in science.

## 같이 보기
- 인용